# Alessandro Lissoni

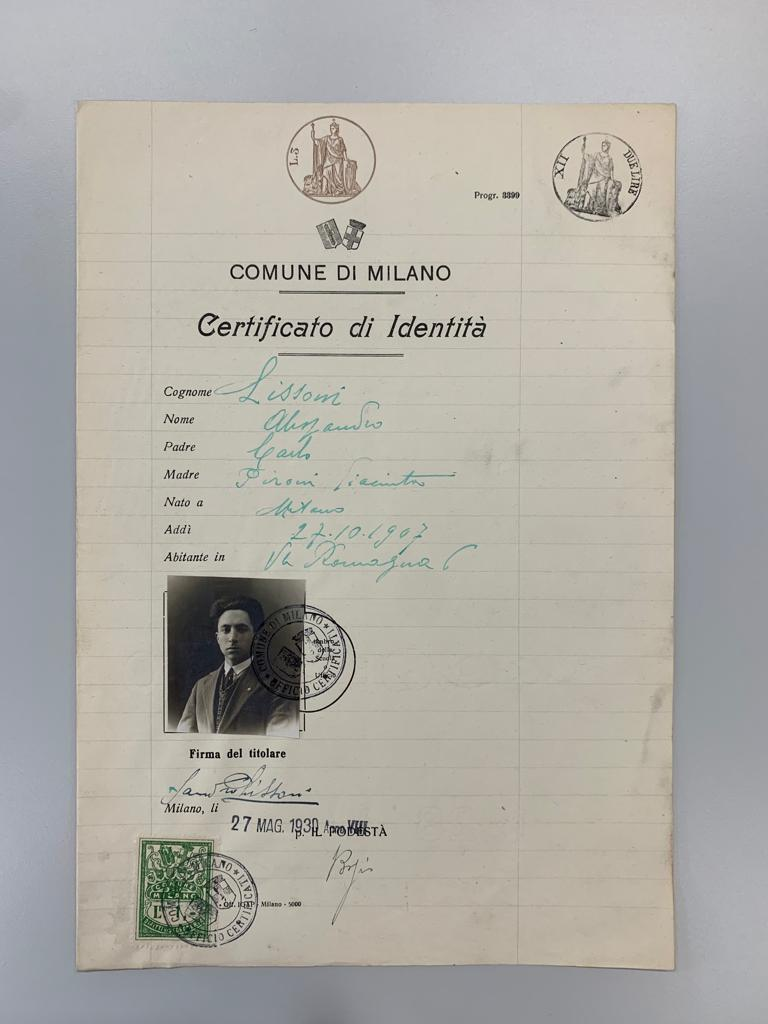

Alessandro Lissoni (Milano, 27 ottobre 1907 – Milano, 6 novembre 1980) è stato un architetto, designer e urbanista italiano.

## Biografia
Frequenta la facoltà di Architettura al Politecnico di Milano dove si laurea nel 1936.
Sostiene l'esame di Stato al Regio Istituto Superiore di Architettura di Venezia (Gazzetta Ufficiale n.148 del 26 giugno, 1939).
Alessandro Lissoni è stato una figura molto presente nel campo dell'architettura e dell'urbanistica italiana legando il suo nome anche alla realizzazione di importanti quartieri milanesi del secondo dopoguerra.
Aveva una visione dell'architettura come un'arte dalla funzione sociale.
“…I nostri giovani, basandosi su nuovi concetti, hanno ideato una abitazione che nella sua semplicità architettonica e funzionale, racchiude tutti quei requisiti intimi che solo chi la dovrà abitare potrà veramente apprezzare perché informati alle sue abitudini ed alla sua sensibilità. Una dimora, direi quasi, personale. Requisito questo che raramente possedevano le vecchie “Ville” improntate soprattutto ad un lusso appariscente e spesso banale, e che raggiungeva l’unico scopo di appagare l’ambizione dello spirito borghese. Tutti dovremmo augurarci, che l’ideale dei nostri giovani trovi nella società una rispondenza fattiva, debellante le ultime resistenze che ostacolano l’evolversi dell’architettura.”
VILLE CASETTE, Görlich Editore (1947)

### Opere principali

#### Quartiere IACP
Quartiere della periferia di Milano, a 6 km a nord del centro della città. È compreso nel Municipio 9. È considerato esempio emblematico del cosiddetto "quartiere autosufficiente", e uno dei principali interventi realizzati negli anni cinquanta dall'Istituto Autonomo Case Popolari
Al progetto parteciparono: Alessandro Lissoni, Arrigo Arrighetti, Renzo Beretta, Piero Bottoni, Pietro Lingeri, Ezio Cerutti, Franco Girardi, Paolo Costermanelli, Giancarlo De Carlo, Luigi Dodi, Angelo Galesi, Enzo Fratelli, Enrico Freyrie, Angelo Galesio, Vittorio Gandolfi, Gustavo Latis, Ambrogio Magnaghi, Mario Terzaghi, Attilio Mariani, Carlo Perogalli, Alberto Morone, Ivo Ceccarino, Max Pedrini, Gianluigi Reggio, Camillo Rossetti, Angelo Sirtori e Mario Tedeschi.

##### Quartiere  CEP
Il quartiere Gallaratese (Gallarates in dialetto milanese, AFI: [ɡalara'te:z]) è un quartiere di Milano parte del Municipio 8, costruito in un'area agricola nelle prossimità del fiume Olona (il cui corso è ora interrato) tra gli anni sessanta e ottanta, attraverso una serie di interventi edilizi per la costruzione di ampi isolati di condomini popolari.
Al progetto parteciparono: Gianluigi Reggio (Capogruppo), Alessandro Lissoni, Raimondo Campanini, Giuseppe Ciribini, Guido Colombo, Raffaella Crespi, Vittorio Gandolfi, Marcello Grisotti, Giorgio Keffer, Gustavo Latis, Vito Latis, Alessandro Pasquali, Cesare Perelli, Gio Ponti, Aldo Putelli, Carlo Rusconi Clerici, Mario Tanci, Saul Venturini.

#### Quartiere Forlanini
Il quartiere Forlanini è un quartiere del Municipio 4 di Milano. Il quartiere si trova nella zona orientale della città, a sud di viale Enrico Forlanini che conduce all'aeroporto di Linate.
Fu realizzato su progetto dell'Ufficio Studi e Progetti dello I.A.C.P.M. (Istituto Autonomo Case Popolari di Milano), del C.R.A.P.E.R. (Centro per la Ricerca Applicata sui Problemi dell'Edilizia Residenziale).
Al progetto parteciparono: Alessandro Lissoni, Giacomo Jori, Max Pedrini, Alberto Morone, Mario Tanci, Luciano Baldessari, Pietro Lingeri, Antonio Cassi Ramelli.

#### C.N.E.N  - Centro Studi Nucleari di Ispra e ERATOM
Lissoni progettò anche il quartiere di ricerca nucleare di Ispra, commissionato dal Comitato nazionale per l'energia nucleare. Il complesso progetto, che includeva anche il Centro comune di ricerca dell'Euratom ( Comunità europea dell'energia atomica), fu sviluppato con il supporto di Giulio e Carlo Rusconi Clerici  dello Studio milanese Rusconi Clerici, che si occuparono degli edifici industriali e per uffici.